# 汐田海平
汐田 海平（しおた かいへい、1987年4月2日 - ）は、日本の映画プロデューサー、ディレクター、起業家。鳥取県出身。シェイクトーキョー株式会社代表取締役社長。

## 来歴
鳥取県米子市出身。横浜国立大学卒業。
2016、2017年、ぴあフィルムフェスティバルにて、入選作品のセレクションメンバーを務める。
2017、エイゾーラボ株式会社を共同創業。2020年まで取締役を務める。
2020年、シェイクトーキョー株式会社を創業。
2020年から2022年まで、映画を届ける活動を行う「uni」を運営。

## 主な作品

### 映画
- 5windows（2012年、瀬田なつき監督） - ライン・プロデューサー[2][3]
- ほったまる日和（2014年、吉開菜央監督） - プロデューサー[4][5]
- 飛べないコトリとメリーゴーランド（2015年、市川悠輔監督） - プロデューサー[6][7][8]
- 蜃気楼の舟（2016年、竹馬靖具監督） - プロデューサー[9][10][11][12]
- 西北西（中村拓朗監督） - プロデューサー
- 佐々木、イン、マイマイン（内山拓也監督） - プロデューサー

### WEB
- 鳥取県PR映像「ずっとここにある」（池田健太監督） - プロデューサー[13][14]
- 杉並区チャレンジ商店街サポート事業「高円寺最先端（はしっこ）商店街いいね動画コンテスト」- 企画・主催[15]